# Jenny Drivala
Jenny Drivala (in greco Τζένη Δριβάλα?, Tzéni Drivála; Calamata, 4 luglio 1957) è un soprano greco.

## Biografia
Ha studiato letteratura bizantina presso l'Università di Atene, danza classica (Scuola Morianova), recitazione presso la Scuola Nazionale di Teatro, pianoforte (con Aikis Pandzari e G. Arvanitaki) e canto (con Eirini Lambrinidou e Mireille Flery) al Conservatorio di Atene. Ha completato i suoi studi musicali presso l'Università di Brema con John Modinos (1980).
Ha debuttato nel ruolo di "Lucia di Lammermoor" all'Opera Nazionale Greca e al Teatro Petruzzelli di Bari nel 1983. Dal 1982 al 2007 ha interpretato ruoli da protagonista in circa venti opere: La traviata, Rigoletto, L'Assedio di Corinto dell'Opera nazionale greca, Attila, Anna Bolena, Die Entführung aus dem Serail, e Die sieben Todsünden dell'Opera nazionale greca, Die Zauberflöte, La bohème, Pagliacci, Les contes d'Hoffmann, Die Fledermaus, Faust (Athens Festival 1994), tra gli altri.
Dal 2008 lavora come regista. Ha cantato in prima mondiale The Return of Helen di Thanos Mikroutsikos (1993) e Antigone Mikis Theodorakis (1999) presso la Concert Hall di Atene.

## Premi
- Medaglia d'oro al Concorso Internazionale di canto di Tolosa (1977)
- Premio Miglior Interpretazione "Spoleto, Italia
- 1º premio al Concorso Internazionale Vincenzo Bellini, Italia (1983)[2]
- Premio Maria Callas UNESCO [3] (2016)
- Premio Traetta (2018)

## Discografia
- "Songs I Love" - London 1995 Sommrecords
- "The Crucifixion" - Opera bizantina di Y. Boufides Athens 1996
- "Natale 2000" - Atene 2000
- "Antigone" - Opera di M.Theodorakis
- "Brentano Lieder - Daphne" - di R.Strauss
- "Aria" - Atene (2006) - Arie di Bellini, Verdi, Meyerbeer, Mozard
- "ΜΟΖΑRT" Mitridate, Re di Ponto "(Aspasia) - Teatro la Fenice (1999), Concerto: Roderick Brydon"

## Filmografia
- Malina, regia di Werner Schroeter (1991)
- Poussières d'amour, regia di Werner Schroeter (1996)